# Spodnji Stari Grad
Spodnji Stari Grad este o localitate din comuna Krško, Slovenia, cu o populație de 237 de locuitori.